# Ischnosphaeriodesmus digitatus
Ischnosphaeriodesmus digitatus är en mångfotingart som först beskrevs av Pocock 1909.  Ischnosphaeriodesmus digitatus ingår i släktet Ischnosphaeriodesmus och familjen Sphaeriodesmidae. Inga underarter finns listade i Catalogue of Life.